# Schizoporella cochinensis
Schizoporella cochinensis är en mossdjursart som beskrevs av Menon och Nair 1970. Schizoporella cochinensis ingår i släktet Schizoporella och familjen Schizoporellidae. Inga underarter finns listade i Catalogue of Life.